# Illiesoperla echidna
Illiesoperla echidna is een steenvlieg uit de familie Gripopterygidae. De wetenschappelijke naam van de soort is voor het eerst geldig gepubliceerd in 1984 door Theischinger.